# Sociedad Botánica de Brasil
La Sociedad Botánica de Brasil (Sociedade Botânica do Brasil, SBB ) es una sociedad científica formada en Brasil como una asociación cultural, científica y educativa sin fines de lucro, el 9 de enero de 1950. Su presidente desde 2010 es el profesor Wallace Carlos do Nascimento Moura. Su Consejo Ejecutivo se reúne en la Universidad Estadual de Feira de Santana.
Se dedicó principalmente al estudio de la botánica y de la ciencia relacionada con la misma, y en particular el estudio de la flora brasileña y la formación de recursos humanos en la botánica, incluyendo cómo obtener subvenciones y subsidios. Se publica datos y parámetros de las autoridades políticas y especialistas del medio ambiente para tomar las decisiones correctas sobre la vegetación y los ecosistemas de Brasil.
La Sociedad Botánica de Brasil organiza periódicamente simposios, conferencias, seminarios y reuniones, y una conferencia anual. Publica la revista Acta Botanica Brasilica